# Nilo María Fabra

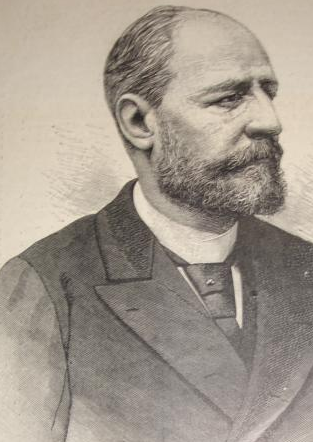
Nilo María Fabra.

Nilo María Fabra y Deas, född den 20 februari 1843 i Blanes (Gerona), död 1903 i Madrid, var en spansk författare och journalist. 
Fabra, som var grundläggare av den spanska telegrambyrån för pressen, blev 1891 senator, men avböjde ständigt statstjänst. Fabra gjorde vidsträckta resor utom sitt land; en av frukterna därav är Alemania y Italia, personliga iakttagelser under kriget 1866. Av hans publikationer bör antecknas Colección de poesias (1860), La batalla de Pavia (prisbelönt epos 1861), diktsamlingen Interior (1905), enligt Adolf Hillman "känslig, elegant i form, men präglad av djup melankoli", komedin Amor y astucia, som blev mycket entusiastiskt mottagen i Barcelona, El problema social, högt skattad av Castelar, romanen Balls Park, Cuentos ilustrados (1895), Presente y futuro (1897) och Un viaje à la Republica Argentina en el año 2003.